# Canton de Noroy-le-Bourg
Le canton de Noroy-le-Bourg est un ancien canton français situé dans le département de la Haute-Saône et la région Franche-Comté.

## Géographie
Ce canton est organisé autour de Noroy-le-Bourg dans l'arrondissement de Vesoul. Son altitude varie de 223 m (Colombe-lès-Vesoul) à 447 m (La Demie) pour une altitude moyenne de 295 m.

## Histoire
Le canton s'appelait Noroy-l'Archevêque au XIXe siècle.

## Représentation

### Conseillers d'arrondissement (de 1833 à 1940)
| Période                                  | Période      | Identité                       | Étiquette                    | Qualité |
| ---------------------------------------- | ------------ | ------------------------------ | ---------------------------- | --- |
| 1833                                     | 1842         | Claude François Roussel        |                              | Notaire à Noroy                                                                                             |
| 1842                                     | 1848         | M. Bernard                     |                              | Vérificateur des poids et mesures à Vesoul                                                                  |
|                                          |              |                                |                              | |
|                                          | 1887 (décès) | Louis François Hippolyte Senot |                              | Adjoint au maire de Noroy-le-Bourg                                                                          |
|                                          |              |                                |                              | |
| 1919                                     | 1928         | M. Piquerez                    | Conservateur                 | |
| 1928                                     | 1934         | Ernest Charles                 | Union nationale républicaine | Adjoint au maire de Liévans                                                                                 |
| 1934                                     | 1940         | Ernest Euvrard                 | Rad.                         | Cultivateur, maire de Noroy-le-Bourg                                                                        |
| 1940                                     |              |                                |                              | Les conseils d'arrondissement ont été suspendus par la loi du 12 octobre 1940 et n'ont jamais été réactivés |
| Les données manquantes sont à compléter. |              |                                |                              | |

### Conseillers généraux de 1833 à 2015
| Période | Période      | Identité                                    | Étiquette          | Qualité |
| ------- | ------------ | ------------------------------------------- | ------------------ | --- |
| 1833    | 1841         | M. Véjux                                    |                    | Ancien officier de cavalerie, Vesoul                                                                                     |
| 1842    | 1867         | Claude François Roussel                     |                    | Ancien notaire Propriétaire à Noroy-le-Bourg, conseiller d'arrondissement                                                |
| 1867    | 1871         | Baron Hippolyte Bouvier (1802-1878)         |                    | Grand louvetier de France Adjoint au Maire de Vesoul                                                                     |
| 1871    | 1889         | Charles Jacques Philippe Bailly (1806-1891) | Droite             | Inspecteur d'académie en retraite, Vesoul Président du Conseil Général (1878-1883) Officier de la Légion d'honneur       |
| 1889    | 1907         | Harold Fachard                              | Républicain rallié | Avocat à Vesoul Député (1900-1902) Conseiller municipal de Vesoul                                                        |
| 1907    | 1931         | Joseph Bonnet (1850-1956)                   |                    | Conseiller honoraire à la Cour de cassation, Vesoul                                                                      |
| 1931    | 1937         | Georges Lamblin                             | Rad.               | Chargé de mission au Ministère des Pensions Maire d'Esprels                                                              |
| 1937    | 1940         | Claude Chavane                              | Union Nationale    | Notaire à Paris Membre de la Commission administrative départementale (1941-1943) Nommé conseiller départemental en 1943 |
|         |              |                                             |                    | |
| 1945    | 1949         | Ernest Euvrard                              | RGR                | Cultivateur Maire de Noroy-le-Bourg, ancien conseiller d'arrondissement                                                  |
| 1949    | 1978 (décès) | Roger Loth (1905-1978)                      | RPF puis RI        | Docteur vétérinaire, conseiller municipal de Vesoul Suppléant du député Pierre Vitter                                    |
| 1978    | 1979         | Michel Mussot                               | Ind.               | |
| 1979    | 1992         | Gabriel Petitjean                           | UDF                | Garagiste Maire de Cerre-lès-Noroy (1957-2001)                                                                           |
| 1992    | 1998         | Étienne Philippe                            | UDF                | Maire de Noroy-le-Bourg (1983-2001)                                                                                      |
| 1998    | 2015         | Gérard Bontour                              | PS                 | Fonctionnaire à la Direction départementale de l'agriculture Maire de Colombe-lès-Vesoul (1995-2008)                     |

## Composition
| Fresne Scey Dampierre Champlitte Champagney Faucogney Lux St-Sauveur Mélisey Rioz Marnay Gy Autrey Gray Montbozon Saulx Port-s-Saône Combeauf. Vitrey Jussey Vauvillers St-Loup Amance Lure-Nord Lure-Sud Villersexel V.E. V.O. Noroy H.O. H.E. Pesmes |

Le canton de Noroy-le-Bourg groupe 16 communes et compte 4 090 habitants (recensement de 1999 sans doubles comptes).
| Nom                        | Code Insee | Intercommunalité                      | Population (dernière pop. légale) |
| -------------------------- | ---------- | ------------------------------------- | --------------------------------- |
| Noroy-le-Bourg (chef-lieu) | 70390      | CC du Triangle Vert                   | 483 (2014)                        |
| Autrey-lès-Cerre           | 70040      | CC du Triangle Vert                   | 230 (2014)                        |
| Borey                      | 70077      | CC du Triangle Vert                   | 238 (2014)                        |
| Calmoutier                 | 70111      | CC du Triangle Vert                   | 255 (2014)                        |
| Cerre-lès-Noroy            | 70115      | CC du Triangle Vert                   | 226 (2014)                        |
| Colombe-lès-Vesoul         | 70162      | CC du Triangle Vert                   | 479 (2014)                        |
| Colombotte                 | 70164      | CC du Triangle Vert                   | 76 (2014)                         |
| Dampvalley-lès-Colombe     | 70199      | CC du Triangle Vert                   | 104 (2014)                        |
| La Demie                   | 70203      | CC du Pays de Montbozon et du Chanois | 149 (2014)                        |
| Esprels                    | 70219      | CC du Pays de Villersexel             | 714 (2014)                        |
| Liévans                    | 70303      | CC du Triangle Vert                   | 144 (2014)                        |
| Montjustin-et-Velotte      | 70364      | CC du Triangle Vert                   | 127 (2014)                        |
| Neurey-lès-la-Demie        | 70381      | CC du Pays de Montbozon et du Chanois | 336 (2014)                        |
| Vallerois-le-Bois          | 70516      | CC du Triangle Vert                   | 259 (2014)                        |
| Vallerois-Lorioz           | 70517      | CC du Pays de Montbozon et du Chanois | 386 (2014)                        |
| Villers-le-Sec             | 70563      | CC du Triangle Vert                   | 524 (2014)                        |

## Démographie
| 1962  | 1968  | 1975  | 1982  | 1990  | 1999  | 2006  | 2011  | 2012  |
| ----- | ----- | ----- | ----- | ----- | ----- | ----- | ----- | ----- |
| 3 498 | 3 509 | 3 432 | 3 767 | 3 978 | 4 090 | 4 495 | 4 693 | 4 714 |